# Moerasviooltje
Moerasviooltje (Viola palustris) is een plantensoort uit de viooltjesfamilie (Violaceae).

## Determinatie
Moerasviooltje is een vaste, kruidachtige plant. Ze bloeit in april en mei met bleeklila, donker geaderde, 1–1,5 cm grote bloemen. De bloemen geuren niet. De steunblaadjes zijn gaafrandig tot kort-franjeachtig getand. Aan de bloemsteel zitten geen blaadjes. De plant wordt 5–15 cm hoog en heeft kruipende wortelstokken, die dunne over de grond kruipende uitlopers vormen. De bladeren en bladsteel zijn kaal. De 2–6,5 cm grote bladeren zijn rond tot niervormig of soms zwak hartvormig. De vrucht is een driekantige, met kleppen openspringende (dehiscente) doosvrucht. De vruchtsteel is haakvormig gekromd. De zaden hebben een mierenbroodje.

## Ecologie
De soort komt van nature voor in heel Europa op natte, meso-oligotrofe gronden in broekbossen, veenmosrietlanden, graslanden en greppels. Moerasviooltje is een waardplant voor de zilveren maan.

## Fotogalerij

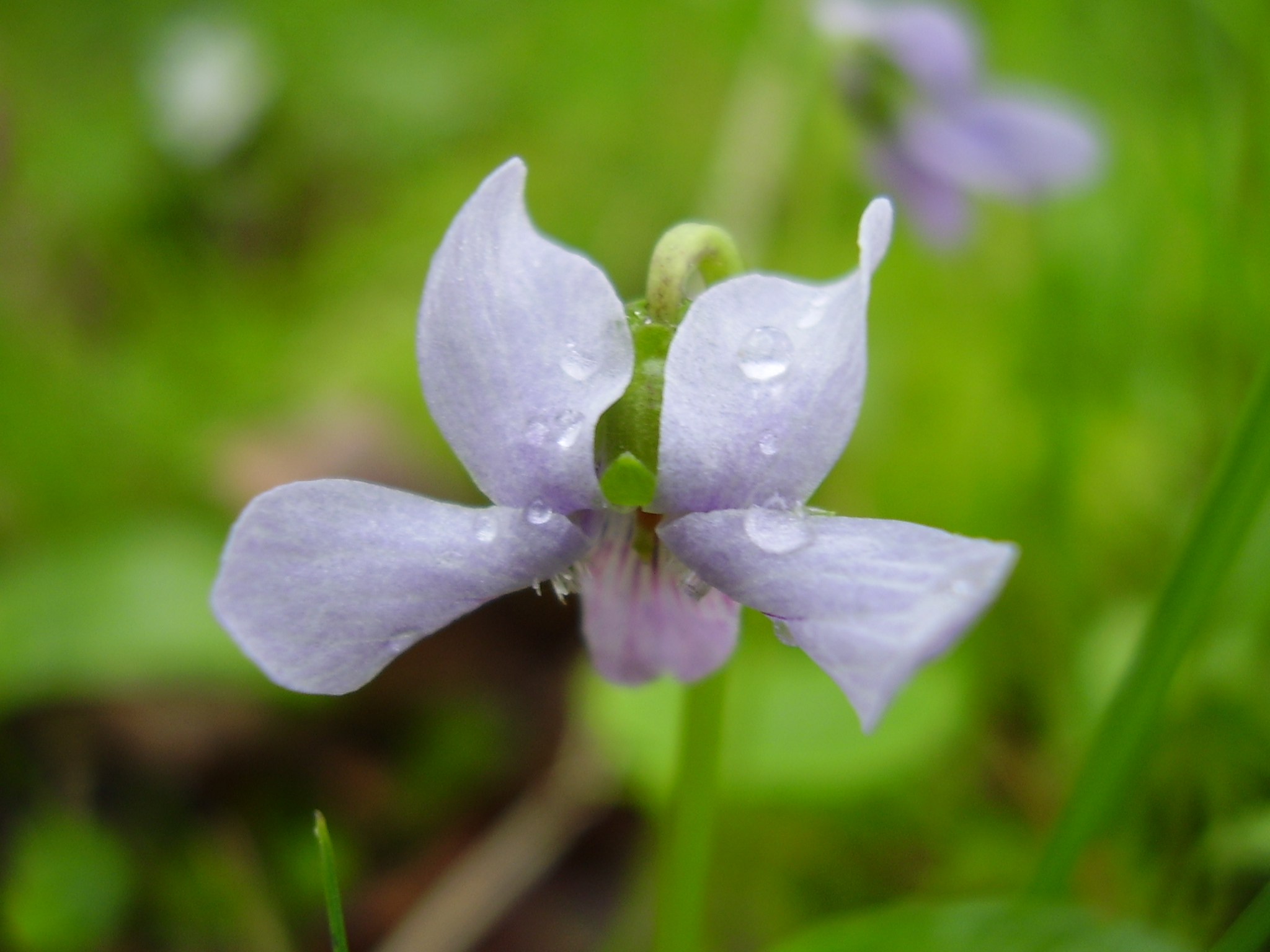

## Cultivatie
De plant wordt ook in siertuinen gebruikt.